# 飲食業

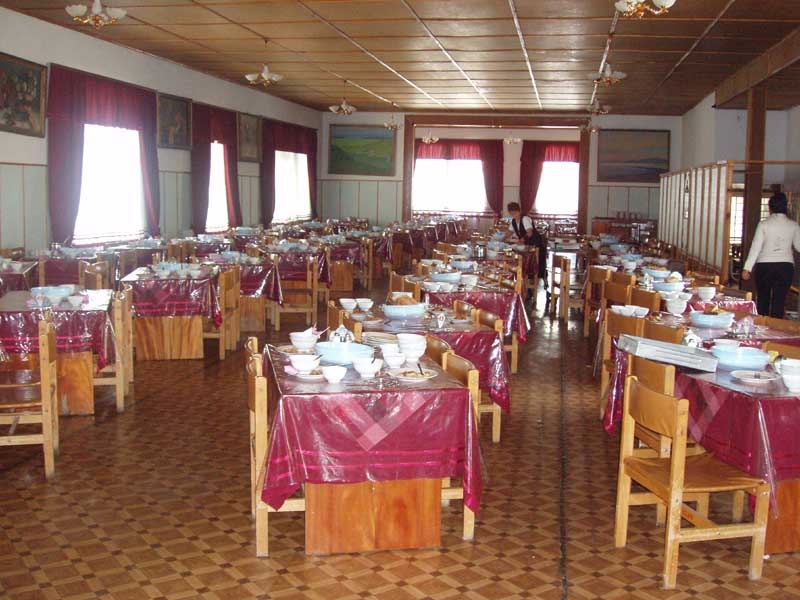
吉尔吉斯斯坦的食堂

飲食業又稱餐飲業，是指負責在家以外的地方提供餐點的企業、商家或服務，包括餐廳、飯店、飲料店、外燴等各種形式。
除了廚師外，還有侍應、外送員等從業員。

## 參看
- 餐館
- 自助餐
- 路邊攤
- 現代食品工程